# Fabulous Disaster (Band)
Fabulous Disaster war eine US-amerikanische Frauen-Punkband aus San Francisco, Kalifornien.

## Geschichte
Fabulous Disaster wurde 1998 in San Francisco gegründet und veröffentlichte ihr Debüt-Album Pretty Killers auf Evil Eye Records. Im Jahr 2000 unterschrieb sie einen Plattenvertrag beim Fat Wreck Chords Unterlabel Pink and Black Records. Ihr zweites Album Put Out or Get Out verkaufte sich gut und es folgten exzessive Touren. Sie veröffentlichte ihr drittes Album Panty Raid im Jahr 2003 und tourte mit Bands wie NOFX, Mad Caddies, The Briefs, The Real McKenzies und The Dickies. Auf Fat Wreck Chords gewann sie auch den „SF Weekly Best Punk Band Award“. Im Jahr 2004 veröffentlichte sie die EP „I'm a Mess“ mit einem neuen Line-up. Weitere Touren folgten. Sie veröffentlichte weitere EPs mit europäischen Bands wie der französischen Gruppe OC Toons und den finnischen Flippin Beans. Ihr letztes Album Love at the First Fight wurde im Mai 2007 auf I Scream Records veröffentlicht. Später im Jahr  2007 verkündete die Band auf ihrer Webseite ihre Auflösung.

## Diskografie
- Pretty Killers (1999)
- Put Out or Get Out (2001)
- Panty Raid (2003)
- Im a Mess EP (2004)
- Love at First Fight (2007)